# 恩代萊
恩代萊是中非共和國東北部的市集，也是巴明吉-班戈蘭省的首府，位於巴明吉—班戈蘭國家公園以東，海拔高度515米，鎮上有機場設施，2003年人口10,850。

## 外部連結
- Satellite map at Maplandia.com （页面存档备份，存于）
- Search for Bakolekpa in the MSN Encarta atlas